# Qualificazioni al campionato mondiale femminile di calcio 2019 - UEFA - Fase a gironi, gruppo 5
Il gruppo 5 della sezione UEFA della qualificazioni al campionato mondiale femminile di calcio 2019 è composto da cinque squadre: Germania, Islanda, Rep. Ceca, Slovenia e Fær Øer (qualificatasi tramite i preliminari). La composizione dei sette gruppi di qualificazione della sezione UEFA è stata sorteggiata il 19 gennaio 2017.

## Formula
Le cinque squadre si affrontano in un girone all'italiana con partite di andata e ritorno, per un totale di 10 partite. La squadra prima classificata si qualifica direttamente alla fase finale del torneo, mentre la seconda classificata accede ai play-off qualificazione solamente se è tra le prime quattro tra le seconde classificate dei sette gruppi di qualificazione.
In caso di parità di punti tra due o più squadre di uno stesso gruppo, le posizioni in classifica vengono determinate prendendo in considerazione, nell'ordine, i seguenti criteri:
1. maggiore numero di punti negli scontri diretti tra le squadre interessate (classifica avulsa);
2. migliore differenza reti negli scontri diretti tra le squadre interessate (classifica avulsa);
3. maggiore numero di reti segnate negli scontri diretti tra le squadre interessate (classifica avulsa);
4. maggiore numero di reti segnate in trasferta negli scontri diretti tra le squadre interessate (classifica avulsa), valido solo per il turno di qualificazione a gironi;
5. se, dopo aver applicato i criteri dall'1 al 4, ci sono squadre ancora in parità di punti, i criteri dall'1 al 4 si riapplicano alle sole squadre in questione. Se continua a persistere la parità, si procede con i criteri dal 6 all'11;
6. migliore differenza reti;
7. maggiore numero di reti segnate;
8. maggiore numero di reti segnate in trasferta (valido solo per il turno di qualificazione a gironi);
9. tiri di rigore se le due squadre sono a parità di punti al termine dell'ultima giornata (valido solo per il turno preliminare e solo per decidere la qualificazione al turno successivo);
10. classifica del fair play (cartellino rosso = 3 punti, cartellino giallo = 1 punto, espulsione per doppia ammonizione = 3 punti);
11. posizione del ranking UEFA o sorteggio.

## Classifica finale
| Pos | Squadra   | Pt | G | V | N | P | GF | GS | DR  |
| --- | --------- | -- | - | - | - | - | -- | -- | --- |
| 1.  | Germania  | 21 | 8 | 7 | 0 | 1 | 38 | 3  | +35 |
| 2.  | Islanda   | 16 | 8 | 5 | 2 | 1 | 22 | 6  | +16 |
| 3.  | Rep. Ceca | 14 | 8 | 4 | 2 | 2 | 20 | 8  | +12 |
| 4.  | Slovenia  | 6  | 8 | 2 | 0 | 6 | 9  | 20 | -11 |
| 5.  | Fær Øer   | 0  | 8 | 0 | 0 | 8 | 1  | 53 | -52 |

## Risultati
| Arbitro: | Simona Ghisletta |

|  |           |                                                                                      |
|  | Marcatori | 8’, 44’ Svitková 25’ Bartoňová 27’, 40’, 68’ Kožárová 39’ Divišová 70’ Lucie Voňková |

| Arbitro: | Volha Tsiareška |

|                                                                       |           |  |
| Huth 15’ Marozsán 18’ (rig.) Hendrich 35’ Kemme 45+2’, 80’ Demann 88’ | Marcatori |  |

| Arbitro: | Sara Persson |

|                                                                                                   |           |  |
| Jensen 3’, 26’ Jónsdóttir 17’, 47’ Gunnarsdóttir 39’ Friðriksdóttir 66’, 90+1’ Þorvaldsdóttir 90’ | Marcatori |  |

| Arbitro: | Marta Huerta De Aza |

|  |           |                      |
|  | Marcatori | 51’ (aut.) Bartoňová |

| Arbitro: | Stéphanie Frappart |

|                       |           |                                    |
| Popp 42’ Schüller 88’ | Marcatori | 15’, 58’ Brynjarsdóttir 47’ Jensen |

| Arbitro: | Tania Fernandes Morais |

|  |           |                                           |
|  | Marcatori | 9’, 32’ Divišová 72’ Kožárová 76’ Voňková |

| Arbitro: | Ana Aguiar |

|                                                                                             |           |  |
| Popp 12’, 45+1’ Kemme 15’, 27’ Peter 30’ Hendrich 33’ Magull 48’ Kayikçi 63’, 76’, 83’, 89’ | Marcatori |  |

| Arbitro: | Gyöngyi Gaál |

|               |           |                    |
| Bartoňová 63’ | Marcatori | 44’ Brynjarsdóttir |

| Arbitro: | Irina Lyussina |

|                                               |           |  |
| Prašnikar 7’, 36’, 87’ Agrež 29’ Rozmarič 41’ | Marcatori |  |

| Arbitro: | Amy Fearn |

|  |           |                                |
|  | Marcatori | 15’ Jónsdóttir 37’ Hönnudóttir |

| Arbitro: | Kateryna Monzul' |

|                            |           |  |
| Schüller 5’, 31’, 68’, 79’ | Marcatori |  |

| Arbitro: | Sarah Garratt |

|  |           |                                                   |
|  | Marcatori | 10’ Magull 43’ (aut.) Golob 53’ Popp 61’ Dallmann |

| Arbitro: | Anastasia Romanjuk |

|  |           |                                                                                           |
|  | Marcatori | 37’ Jónsdóttir 48’ Hönnudóttir 58’ Þorsteinsdóttir 89’ Albertsdóttir 90+4’ Friðriksdóttir |

| Arbitro: | Katarzyna Lisiecka-sek |

|  |           |                                                |
|  | Marcatori | 10’ Ivanuša 21’ (rig.), 65’ Zver 88’ Prašnikar |

| Arbitro: | Shona Shukrula |

|                       |           |  |
| Viggósdóttir 55’, 68’ | Marcatori |  |

| Arbitro: | Eleni Antoniou |

|                                                     |           |              |
| Svitková 14’ Martínková 52’ Voňková 63’ Stárová 75’ | Marcatori | 89’ Simonsen |

| Arbitro: | Elvira Nurmustafina |

|                           |           |  |
| Svitková 12’ Divišová 63’ | Marcatori |  |

| Arbitro: | Cheryl Foster |

|  |           |               |
|  | Marcatori | 42’, 74’ Huth |

| Arbitro: | Lizzy Van Der Helm |

|  |           |                                                                      |
|  | Marcatori | 3’ Schüller 25’, 68’ Magull 27’ Maier 58’, 73’ Simon 71’, 90+2’ Popp |

| Arbitro: | Ivana Projkovska |

|                  |           |                  |
| Viggósdóttir 87’ | Marcatori | 12’ Szewieczková |

## Statistiche

### Classifica marcatrici
6 reti
- Alexandra Popp
- Lea Schüller

4 reti
- Hasret Kayikçi
- Tabea Kemme
- Lina Magull

- Gunnhildur Yrsa Jónsdóttir
- Tereza Kožárová
- Petra Divišová

- Kateřina Svitková
- Lara Prašnikar

3 reti
- Svenja Huth
- Dagný Brynjarsdóttir

- Fanndís Friðriksdóttir
- Elín Metta Jensen

- Glódís Perla Viggósdóttir
- Lucie Voňková

2 reti
- Kathrin Hendrich
- Carolin Simon

- Rakel Hönnudóttir
- Eva Bartoňová

- Mateja Zver (1 rig.)

1 rete
- Linda Dallmann
- Kristin Demann
- Leonie Maier
- Dzsenifer Marozsán (1 rig.)
- Babett Peter
- Alexandra Popp

- Milja Simonsen
- Agla María Albertsdóttir
- Sara Björk Gunnarsdóttir
- Harpa Þorsteinsdóttir
- Berglind Björg Þorvaldsdóttir
- Lucie Martínková

- Tereza Szewieczková
- Antonie Stárová
- Sara Agrež
- Lara Ivanuša
- Špela Rozmarič

Autoreti
- Eva Bartoňová (1 pro Germania)
- Lana Golob (1 pro Germania)